# المشعل الرياضي السلاوي
جمعية المشعل الرياضي السلاوي للجيدو وفنون الحرب، هو نادي الجودو من سلا، المغرب.
ينظم النادي كل سنة الدوري الدولي لمدينة سلا في رياضة الجيدو تحت إشراف الجامعة الملكية المغربية للجيدو، وبشراكة مع مجلس مدينة سلا.
و قد أحرز جاره نادي أولمبيك سلا لقب الدوري الدولي الثالث سنة 2009 ، كما أن لقبي الدورتين الأولى والثانية كانا من نصيب جمعية المشعل الرياضي السلاوي سنة 2007 ونادي بلومينيل الفرنسي (2008).
و توج المشعل الرياضي السلاوي بكأس العرش في رياضة الجيدو لموسم 2010 - 2011 إثر تغلبه على جمعية التضامن السلاوية بثلاثة انتصارات مقابل انتصارين.
كما تمكن الفريق من الظفر بلقبين في فئة الإناث في إطار منافسات البطولة الوطنية للكبار في رياضة الجيدو لسنة 2010، وكانا في وزني أقل من 70 كلغ بواسطة الحسنية لزعر وأقل من 78 كلغ ونالته فاطمة الزهراء مشموم.